# The Second Mrs Kong
The Second Mrs Kong är en engelsk opera i två akter med musik av Harrison Birtwistle och libretto av Russell Hoban.

## Historia
Birtwistle gillade Hobans böcker. Särskilt dess koncishet och struktur, och hans sätt att uppdatera gamla myter. De började samarbete på en idé om King Kong-filmen från 1933, ett ämne som båda fascinerades av. Slutresultatet blev ett kortfattat, humoristiskt libretto om kärlek och märkliga karaktärer. Operan hade premiär den 24 oktober 1994 i Glyndebourne. 

## Personer
- Kong (tenor)
- Pearl, Vermeers Flicka med pärlörhänge (sopran)
- Orpheus, sjungande om sin förlust/Orpheus huvud (countertenor)
- Anubis, en båtsman med schakalhuvud/Kongs död (basbaryton)
- Vermeer, kvarlämnad av Pearl (baryton)
- Inanna (Mrs Dollarama), död före detta skönhetsdrottning (mezzosopran)
- Mr Dollarama, död filmproducent (baryton)
- Spegeln, eftertankens röst (sopran)
- Swami Zumzum, Inannas döde andlige rådgivare (tenor)
- Madame Lena, den sedvanlige sfinxen (alt)
- Kvinnlig modell/Terror, fresterska (sopran)
- Kvinnlig modell/Hopplöshet, fresterska (mezzosopran)
- Kvinnlig modell/Skräck, fresterska (mezzosopran)
- Kvinnlig modell/Tvivlet, fresterska (sopran)
- Eurydice, förlorad för alltid till Orpheus (sopran)
- Joe Shady/Monstruös budbärare (bas)
- De dödas kör som befolkar skuggornas värld (kör)

## Handling

### Akt I
Båtsmannen med schakalhuvudet, Anubid, för över de döda till skuggornas värld. Några av dem (paret Dollarama och Zumzum) berättar bisarra minnen; Vermee minns sitt möte med kvinnan i tavlan Flicka med pärlörhänge. Filmen King Kong anländer men Kong inser att han inte hör hemma här då han bara är en fantasi. Vermeer målar Pearl. En spegel lovar att föra henne in i framtiden och hon hör Kong ropa. På 1900-talet blir Vermeers tavla en ikon och Pearl, nu en del av en aktiemäklares innehav, letar efter Kong med hjälp av en dator. De blir förälskade. Kong flyr från skuggornas värld och ger sig av med Orpheus som pilot för att finna Pearl bland de levande.

### Akt II
Kong och Orpheus attackeras av fyra fresterskor. Orpheus blir av med huvudet men Kong räddar det. De undflyr den annalkande döden liksom sfinxen. Orpheus sång charmar en telefon i vilken Kong talar med Pearl. Kong strider med Den döde Kong och inser att han inte kan dö. Pearl och Kong möts men inser att de inte kan nå varandra. De kan bara minnas att de en gång var förälskade i varandra.